# Jardines de Puerta Oscura
Los jardines de Puerta Oscura se encuentran en la ciudad de Málaga (España).
Se trata de unos jardines diseñados por el arquitecto Fernando Guerrero-Strachan Rosado en 1937, situados en la ladera sur del monte Gibralfaro, detrás del Ayuntamiento y de los Jardines de Pedro Luis Alonso.
El objetivo de los jardines era enmarcar las murallas de la Alcazaba, en el lugar donde hubo una puerta llamada Puerta Oscura, de la que toman su nombre.
Los jardines están dispuestos en una sucesión de terrazas y en ellos predominan el ciprés, la palmera canaria, el pino carrasco, la buganvilla y la jacaranda, entre otras especies.